# Un peu d'amour
Pour plus de détails, voir Fiche technique et Distribution.
Un peu d'amour est un film allemand réalisé par Hans Steinhoff, sorti en 1933.

## Fiche technique
- Titre : Un peu d'amour
- Réalisation : Hans Steinhoff
- Scénario : Felix Salten et Billy Wilder, d'après la pièce de Dario Niccodemi
- Dialogues : Paul Nivoix
- Photographie : Hans Androschin et Curt Courant
- Musique : Franz Waxman et Artur Guttmann
- Décors : Otto Erdmann, Hans Sohnle et Emil Stepanek
- Son : Alfred Norkus
- Société de production : Lothar Stark-Film
- Société de distribution ! Pathé Consortium Cinéma
- Pays d'origine :  Allemagne
- Genre : Comédie
- Durée : 65 minutes
- Date de sortie : France - 10 mars 1933

## Distribution
- Madeleine Ozeray : Miette
- Marcel André : Maxime
- Pierre Etchepare : Gabriel
- Charles Dechamps : Flambart
- Berthe Barsac : Madame Beurre
- Alfred Pasquali
- Rose Nivelle

## À propos du film
- Un peu d'amour est la version française de Scampolo, ein Kind der Straße[1]